# Nuoto ai campionati mondiali di nuoto 2017 - 100 metri farfalla maschili
La gara di nuoto dei 100 metri farfalla maschili dei campionati mondiali di nuoto 2017 è stata disputata il 28 luglio e il 29 luglio presso la Duna Aréna di Budapest. Vi hanno preso parte 73 atleti provenienti da 66 nazioni.
La competizione è stata vinta dal nuotatore statunitense Caeleb Dressel, l'argento è andato all'ungherese Kristóf Milák, mentre il bronzo è stato assegnato ex aequo al singaporiano Joseph Schooling e al britannico James Guy.

## Medaglie
| Posizione | Atleta           | Nazionalità   |
| --------- | ---------------- | ------------- |
| Oro       | Caeleb Dressel   | Stati Uniti   |
| Argento   | Kristóf Milák    | Ungheria      |
| Bronzo    | Joseph Schooling | Singapore     |
| Bronzo    | James Guy        | Gran Bretagna |

## Programma
| Data           | Ora (UTC+2) | Turno      |
| -------------- | ----------- | ---------- |
| 28 luglio 2017 | 10:10       | Batterie   |
| 28 luglio 2017 | 18:35       | Semifinali |
| 29 luglio 2017 | 18:13       | Finale     |

## Record
Prima della manifestazione il record del mondo e il record dei campionati erano i seguenti.
| Record mondiale       | 49"82 | Michael Phelps Stati Uniti | 1º agosto 2009 Roma, Italia |
| Record dei campionati | 49"82 | Michael Phelps Stati Uniti | 1º agosto 2009 Roma, Italia |

Nel corso della competizione non sono stati migliorati.

## Risultati

### Batterie
| Posizione | Batteria | Corsia | Atleta                      | Nazionalità                   | Tempo   | Note  |
| --------- | -------- | ------ | --------------------------- | ----------------------------- | ------- | ----- |
| 1         | 6        | 4      | Caeleb Dressel              | Stati Uniti                   | 50"08   | Q     |
| 2         | 6        | 3      | Piero Codia                 | Italia                        | 51"09   | Q     |
| 3         | 7        | 6      | James Guy                   | Gran Bretagna                 | 51"16   | Q     |
| 4         | 8        | 4      | Joseph Schooling            | Singapore                     | 51"21   | Q     |
| 5         | 8        | 6      | Kristóf Milák               | Ungheria                      | 51"23   | Q, MJ |
| 6         | 8        | 5      | Chad le Clos                | Sudafrica                     | 51"28   | Q     |
| 7         | 7        | 3      | Mehdy Metella               | Francia                       | 51"46   | Q     |
| 8         | 6        | 6      | Henrique Martins            | Brasile                       | 51"48   | Q     |
| 9         | 7        | 5      | Konrad Czerniak             | Polonia                       | 51"50   | Q     |
| 10        | 7        | 4      | László Cseh                 | Ungheria                      | 51"55   | Q     |
| 11        | 6        | 5      | Li Zhuhao                   | Cina                          | 51"62   | Q     |
| 12        | 7        | 2      | Grant Irvine                | Australia                     | 51"67   | Q     |
| 13        | 6        | 7      | Jan Świtkowski              | Polonia                       | 51"82   | Q     |
| 14        | 8        | 8      | Aleksandr Popkov            | Russia                        | 51"84   | Q     |
| 15        | 8        | 2      | David Morgan                | Australia                     | 51"90   | Q     |
| 16        | 8        | 3      | Tim Phillips                | Stati Uniti                   | 51"96   | Q     |
| 17        | 7        | 0      | Mathys Goosen               | Paesi Bassi                   | 52"12   |       |
| 18        | 8        | 1      | Quah Zheng Wen              | Singapore                     | 52"13   |       |
| 19        | 5        | 6      | Sebastian Sabo              | Serbia                        | 52"16   |       |
| 20        | 7        | 7      | Yūki Kobori                 | Giappone                      | 52"17   |       |
| 21        | 7        | 8      | Luis Martínez               | Guatemala                     | 52"18   |       |
| 22        | 6        | 2      | Marius Kusch                | Germania                      | 52"22   |       |
| 23        | 7        | 1      | Daniil Pakhomov             | Russia                        | 52"47   |       |
| 24        | 4        | 1      | Kaan Ayar                   | Turchia                       | 52"52   |       |
| 25        | 6        | 1      | Santiago Grassi             | Argentina                     | 52"59   |       |
| 26        | 5        | 2      | Jan Šefl                    | Rep. Ceca                     | 52"65   |       |
| 27        | 5        | 0      | Louis Croenen               | Belgio                        | 52"74   |       |
| 28        | 7        | 9      | Dylan Carter                | Trinidad e Tobago             | 52"75   |       |
| 29        | 8        | 7      | Pavel Sankovič              | Bielorussia                   | 52"87   |       |
| 30        | 6        | 9      | Andreas Vazaios             | Grecia                        | 52"88   |       |
| 31        | 4        | 2      | Artyom Kozlyuk              | Uzbekistan                    | 52"95   |       |
| 32        | 6        | 8      | Liubomyr Lemeshko           | Ucraina                       | 52"97   |       |
| 33        | 6        | 0      | Viktor Bromer               | Danimarca                     | 53"01   |       |
| 34        | 5        | 3      | Josiah Binnema              | Canada                        | 53"10   |       |
| 35        | 8        | 0      | Giacomo Carini              | Italia                        | 53"13   |       |
| 36        | 8        | 9      | Marcus Schlesinger          | Israele                       | 53"20   |       |
| 37        | 4        | 4      | Adilbek Mussin              | Kazakistan                    | 53"37   |       |
| 38        | 4        | 3      | Nils Liess                  | Svizzera                      | 53"50   |       |
| 39        | 4        | 7      | Ben Hockin                  | Paraguay                      | 53"51   |       |
| 40        | 4        | 0      | Riku Pöytäkivi              | Finlandia                     | 53"62   |       |
| 41        | 5        | 1      | Antani Ivanov               | Bulgaria                      | 53"66   |       |
| 41        | 5        | 4      | Triady Fauzi Sidiq          | Indonesia                     | 53"66   |       |
| 43        | 5        | 5      | Kregor Zirk                 | Estonia                       | 53"70   |       |
| 44        | 5        | 9      | Brendan Hyland              | Irlanda                       | 53"80   |       |
| 45        | 4        | 8      | Marcos Lavado               | Venezuela                     | 53"97   |       |
| 45        | 5        | 7      | Tadas Duškinas              | Lituania                      | 53"97   |       |
| 47        | 3        | 2      | Chou Wei-liang              | Taipei cinese                 | 54"31   |       |
| 48        | 3        | 3      | Sajan Prakash               | India                         | 54"46   |       |
| 49        | 3        | 4      | David Arias                 | Colombia                      | 54"48   |       |
| 50        | 4        | 9      | José Martínez               | Messico                       | 54"50   |       |
| 51        | 5        | 8      | Omar Eissa                  | Egitto                        | 54"59   |       |
| 52        | 4        | 5      | Hoàng Quý Phước             | Vietnam                       | 54"76   |       |
| 53        | 3        | 5      | Ralph Goveia                | Zambia                        | 54"86   |       |
| 54        | 3        | 7      | Christian Sperandio Sánchez | Rep. Dominicana               | 54"98   |       |
| 55        | 3        | 6      | Cherantha de Silva          | Sri Lanka                     | 55"09   |       |
| 56        | 3        | 0      | Mehdi Ansari                | Iran                          | 55"31   |       |
| 57        | 2        | 4      | Mikhail Umnov               | Malta                         | 55"58   |       |
| 58        | 3        | 9      | Rami Anis                   | Atleti indipendenti FINA      | 55"66   |       |
| 59        | 3        | 8      | Bryan Alvarez               | Costa Rica                    | 55"85   |       |
| 60        | 3        | 1      | Ayman Kelzi                 | Siria                         | 56"59   |       |
| 61        | 2        | 3      | Jeerakit Soammanus          | Thailandia                    | 56"88   |       |
| 62        | 2        | 5      | Oumar Toure                 | Mali                          | 57"52   |       |
| 63        | 2        | 1      | Ifeakachuku Nmor            | Nigeria                       | 57"90   |       |
| 64        | 1        | 3      | Abdullah Al-Doori           | Iraq                          | 58"01   |       |
| 65        | 2        | 2      | George Jabbour              | Honduras                      | 58"29   |       |
| 66        | 1        | 5      | Yacob Al-Khulaifi           | Qatar                         | 58"42   |       |
| 67        | 2        | 6      | Hannibal Gaskin             | Guyana                        | 58"69   |       |
| 68        | 1        | 4      | Daniel Francisco            | Angola                        | 58"79   |       |
| 69        | 1        | 6      | Tanner Poppe                | Guam                          | 1'03"28 |       |
| 70        | 2        | 9      | Simanga Dlamini             | eSwatini                      | 1'04"02 |       |
| 71        | 2        | 7      | David Roberto               | Isole Marianne Settentrionali | 1'06"80 |       |
| 72        | 2        | 0      | Dillon Gooding              | Saint Vincent e Grenadine     | 1'07"11 |       |
| -         | 4        | 6      | Sam Perry                   | Nuova Zelanda                 | -       | DNS   |

### Semifinali
| Posizione | Semifinale | Corsia | Atleta           | Nazionalità   | Tempo | Note      |
| --------- | ---------- | ------ | ---------------- | ------------- | ----- | --------- |
| 1         | 2          | 4      | Caeleb Dressel   | Stati Uniti   | 50"07 | Q         |
| 2         | 2          | 5      | James Guy        | Gran Bretagna | 50"67 | Q         |
| 3         | 2          | 3      | Kristóf Milák    | Ungheria      | 50"77 | Q, MJ, RN |
| 4         | 1          | 5      | Joseph Schooling | Singapore     | 50"78 | Q         |
| 5         | 2          | 6      | Mehdy Metella    | Francia       | 51"06 | Q         |
| 6         | 1          | 2      | László Cseh      | Ungheria      | 51"16 | Q         |
| 7         | 2          | 7      | Li Zhuhao        | Cina          | 51"29 | Q         |
| 8         | 1          | 7      | Grant Irvine     | Australia     | 51"31 | Q         |
| 9         | 1          | 8      | Tim Phillips     | Stati Uniti   | 51"41 |           |
| 10        | 1          | 4      | Piero Codia      | Italia        | 51"45 |           |
| 11        | 1          | 6      | Henrique Martins | Brasile       | 51"47 |           |
| 12        | 1          | 3      | Chad le Clos     | Sudafrica     | 51"48 |           |
| 13        | 2          | 2      | Konrad Czerniak  | Polonia       | 51"60 |           |
| 14        | 2          | 8      | David Morgan     | Australia     | 51"73 |           |
| 15        | 1          | 1      | Aleksandr Popkov | Russia        | 52"00 |           |
| 16        | 2          | 1      | Jan Świtkowski   | Polonia       | 52"02 |           |

### Finale
| Posizione | Corsia | Atleta           | Nazionalità   | Tempo | Note   |
| --------- | ------ | ---------------- | ------------- | ----- | ------ |
|           | 4      | Caeleb Dressel   | Stati Uniti   | 49"86 |        |
|           | 3      | Kristóf Milák    | Ungheria      | 50"62 | MJ, RN |
|           | 6      | Joseph Schooling | Singapore     | 50"83 |        |
|           | 5      | James Guy        | Gran Bretagna | 50"83 |        |
| 5         | 7      | László Cseh      | Ungheria      | 50"92 |        |
| 6         | 1      | Li Zhuhao        | Cina          | 50"96 |        |
| 7         | 8      | Grant Irvine     | Australia     | 51"00 |        |
| 8         | 2      | Mehdy Metella    | Francia       | 51"16 |        |